# Centrolene altitudinale
Espèce
Synonymes
- Centrolenella altitudinalis Rivero, 1968

Statut de conservation UICN

 DD  : Données insuffisantes
Centrolene altitudinale est une espèce d'amphibiens de la famille des Centrolenidae.

## Répartition
Cette espèce est endémique de l'État de Mérida au Venezuela. Elle se rencontre dans le bassin du río Albarregas de 1 975 à 2 400 m d'altitude sur le mont Zerpa dans la cordillère de Mérida.

## Publication originale
- Rivero, 1968 : Los centrolenidos de Venezuela (Amphibia, Salientia). Memoria de la Sociedad de Ciencias Naturales La Salle, vol. 28, no 81, p. 301-334.